# Ethmodiscales
Ordre
Les Ethmodiscales sont un ordre d’algues de l'embranchement des Bacillariophyta (Diatomées), et de la classe des Coscinodiscophyceae.

## Liste des familles
Selon AlgaeBase (2 juillet 2022) :
- Ethmodiscaceae Round, 1990

## Systématique
Le nom correct complet (avec auteur) de ce taxon est Ethmodiscales Round, 1990.

## Publication originale
- Round, F.E., Crawford, R.M. & Mann, D.G. (1990). The diatoms biology and morphology of the genera.  pp. [i-ix], 1-747. Cambridge: Cambridge University Press.